# Dražovice (okres Klatovy)
Obec Dražovice (katastrální území Dražovice u Sušice, německy Draschowitz, též Dražowitz) se nachází v okrese Klatovy, kraj Plzeňský. Žije zde 159 obyvatel.

## Historie
První písemná zpráva o obci pochází z roku 1356, kdy jsou zmíněny jako majetek Míky z Dražovic.
| 1869 | 1880 | 1890 | 1900 | 1910 | 1921 | 1930 | 1950 | 1961 | 1970 | 1980 | 1991 | 2001 | 2011 |
| ---- | ---- | ---- | ---- | ---- | ---- | ---- | ---- | ---- | ---- | ---- | ---- | ---- | ---- |
| 491  | 512  | 491  | 501  | 460  | 458  | 445  | 302  | 290  | 234  | 209  | 165  | 153  | 163  |

## Části obce
V letech 1850–1950 k obci patřil Bešetín.

## Sídelní části obce
- Dražovice
- Pod Hrází

## Pamětihodnosti
- Starší gotická tvrz (dnes již jen terénní pozůstatky – val)
- Novější renesanční tvrz (dnes rodinný dům)
- Kaplička svatého Václava

## Kulturní výbava
- Tenisové kurty
- Fotbalové hřiště
- Knihovna

## Galerie

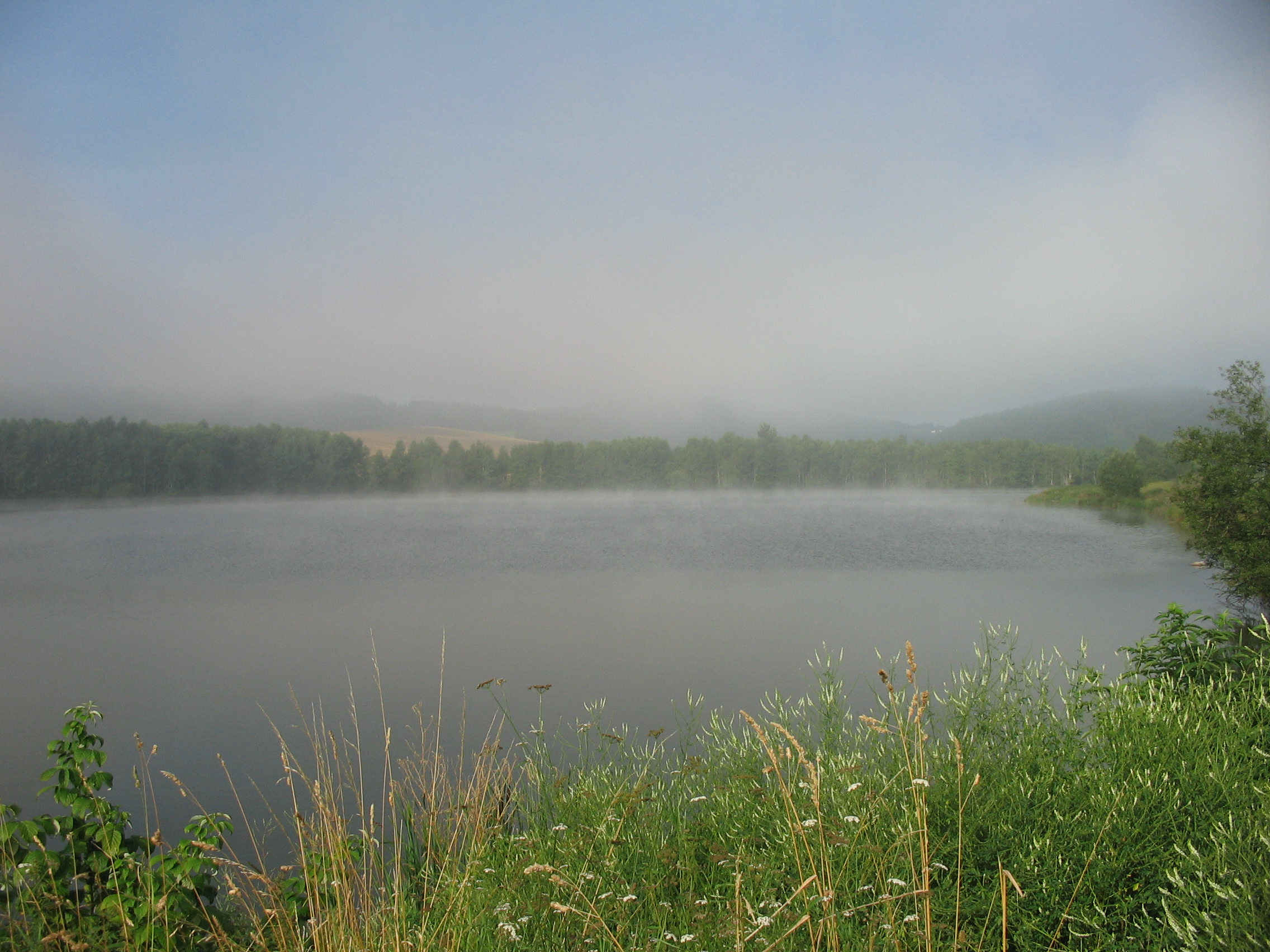
Rybník v Pod Hrází (u silnice ve směru na Podmokly)
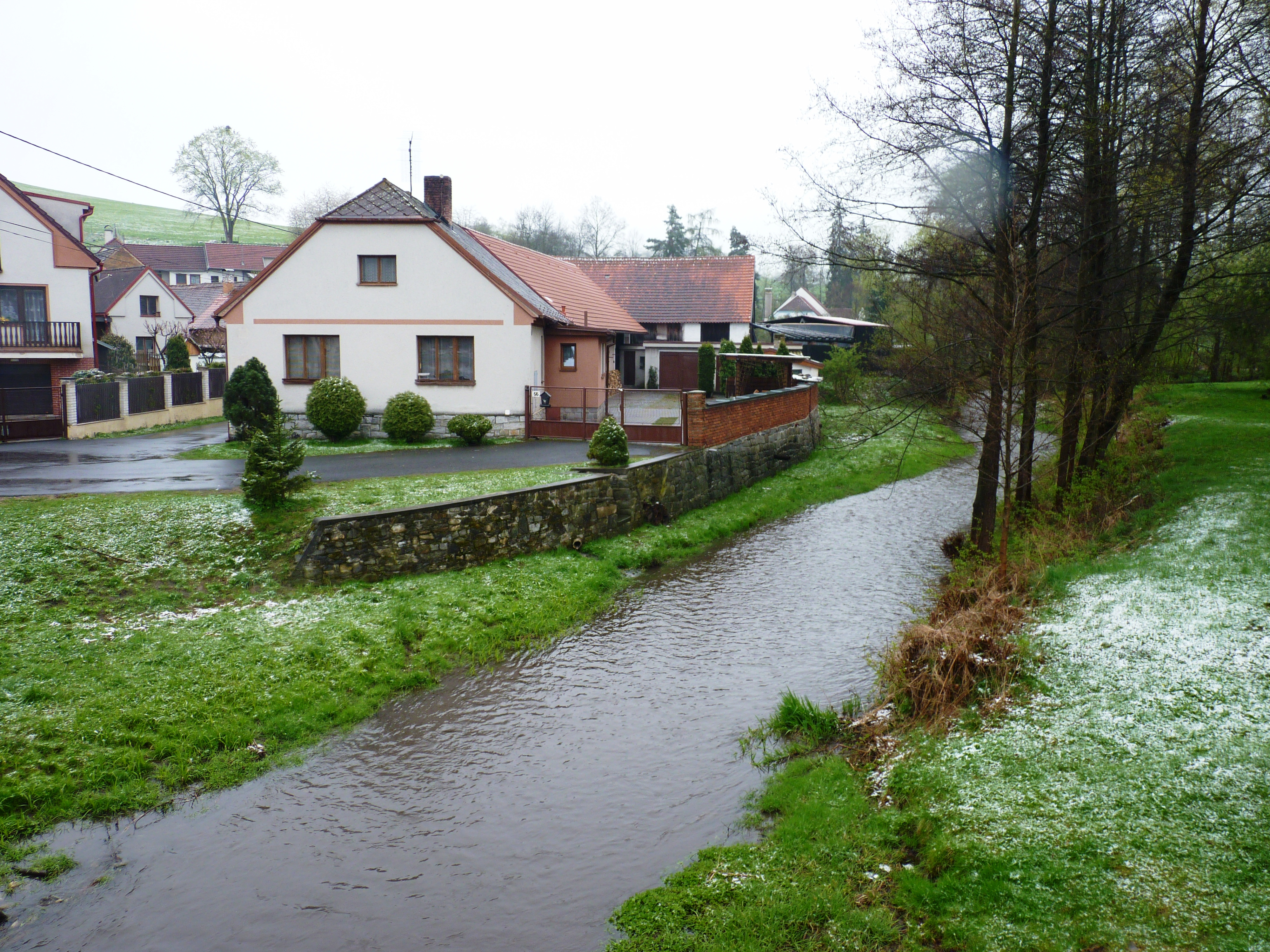
Nezdický potok v Dražovicích
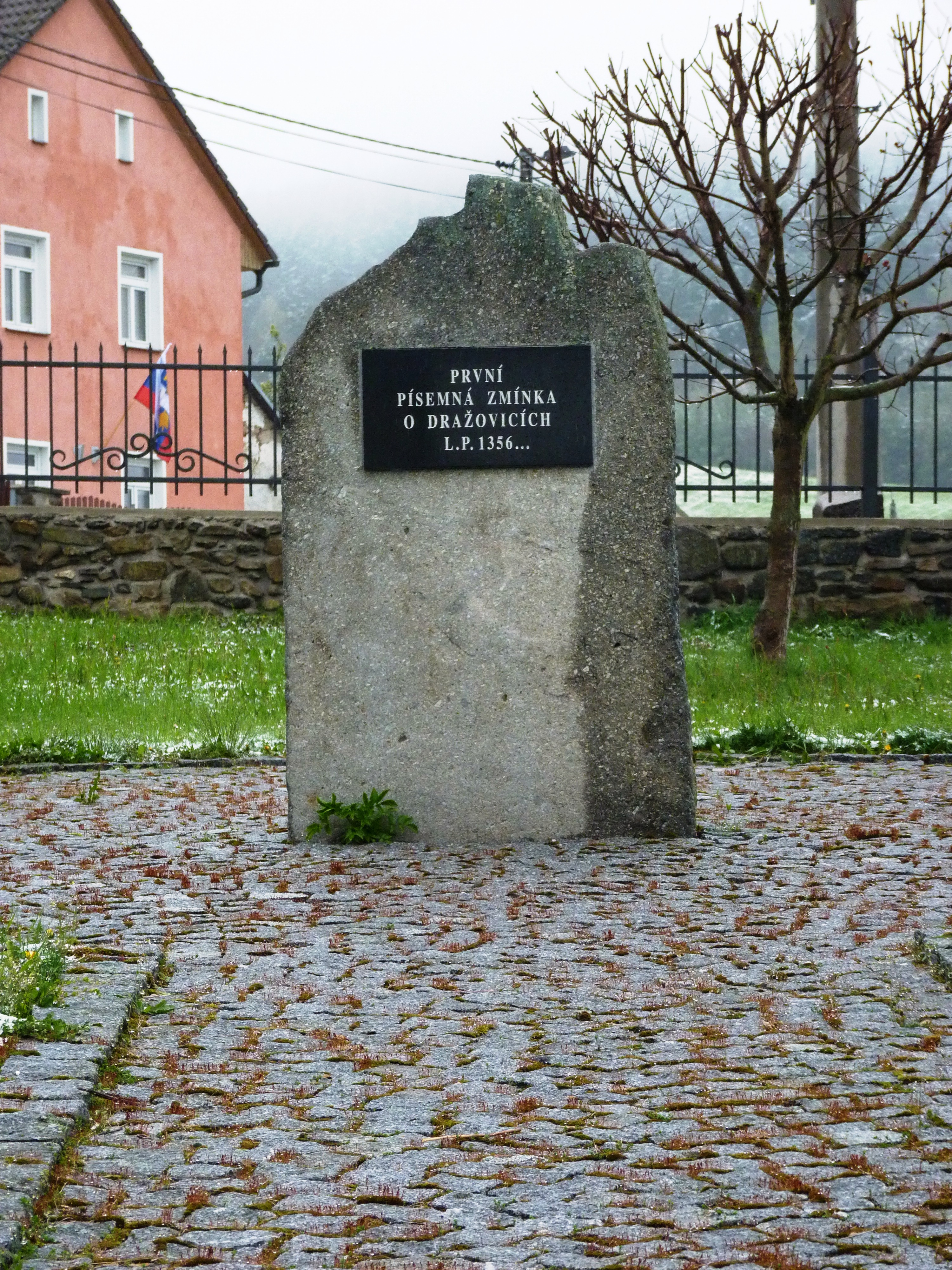
Historický pomník